# Жоанвил льо Пон
 Тази статия е за града във Франция.  За кантона вижте Жоанвил льо Пон (кантон).  
Жоанвил льо Пон (на френски: Joinville-le-Pont) е град в северна Франция, център на кантона Жоанвил льо Пон в департамент Вал дьо Марн на регион Ил дьо Франс. Населението му е 18 824 души (по данни от 1 януари 2016 г.).
Селището е предградие на Париж, разположено на 11 km югоизточно от центъра на града. Възниква около построен през 1205 година мост над река Марна и става самостоятелна община през 1790 година, когато се отделя от град Сен Мор де Фосе.